# Boisseau avec motifs de bouquetins
Le boisseau avec motifs de bouquetins est une poterie préhistorique provenant de Suse, cité importante du Proche-Orient Ancien, située dans l'actuel Iran. Elle est conservée au département des Antiquités orientales du musée du Louvre.

## Description
La pièce a été fabriquée pendant la période de Suse, sans doute entre 4200 et 3500 avant notre ère. Le boisseau, fait de terre cuite peinte, est un grand vase de hauteur 28,90 × 16,40 cm. Cet objet funéraire des premiers habitants de Suse a été identifié comme un exemple ancestral du style animalier.

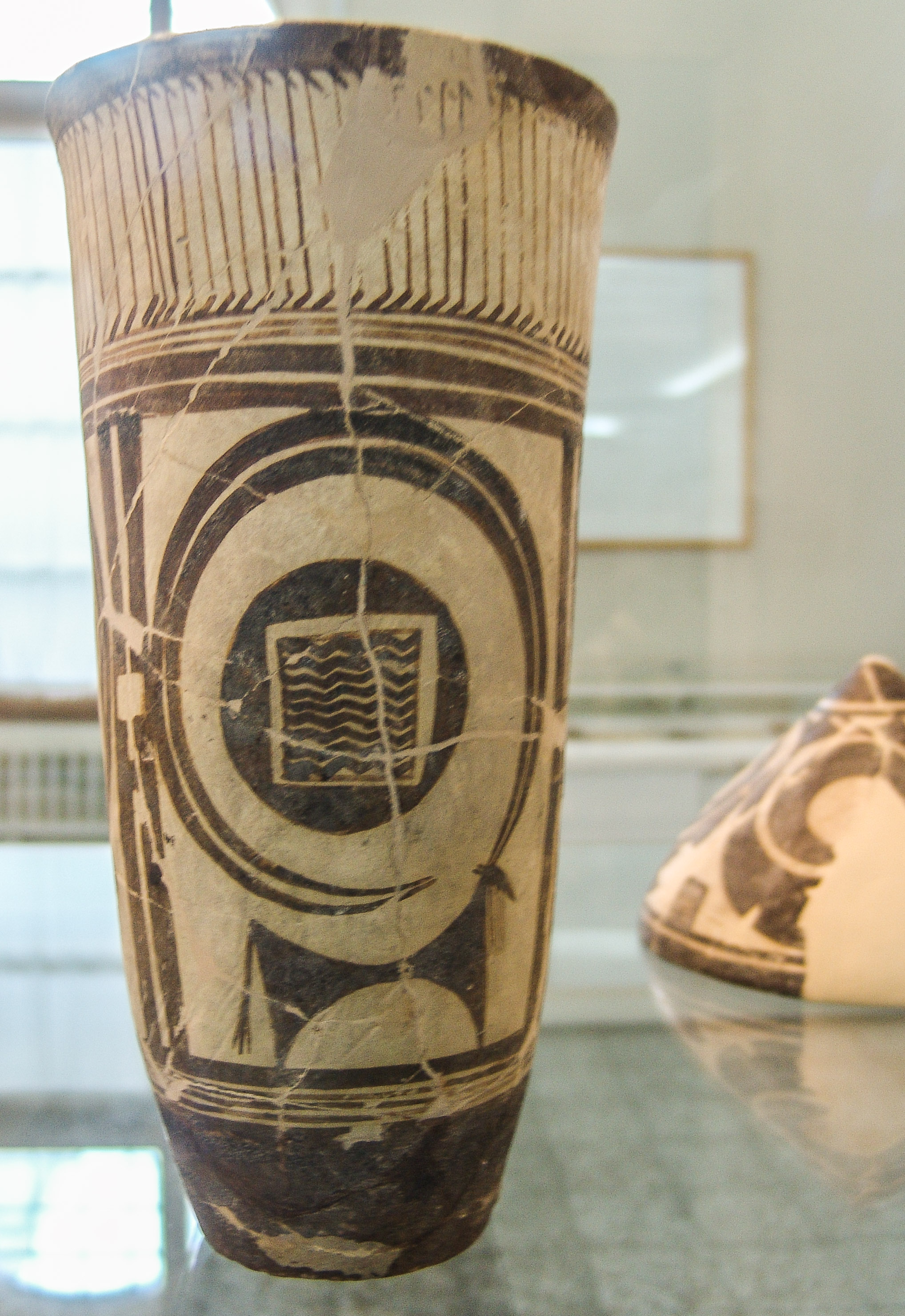
Autre exemplaire avec bouquetin stylisé, au Musée national d'Iran.

Le récipient lui-même présente plusieurs motifs animaliers différents : la partie supérieure du boisseau est remplie de longs cous d'oiseaux. Le registre suivant représente des chiens s'inclinant, peut-être des lévriers persans ou des greyhounds, chiens de chasse typiques de la région. Au-dessous de ces chiens, on voit des bouquetins ou des chèvres de montagne. La chèvre est originaire des monts Zagros, près de Suse. Le bouquetin est représenté avec des formes simples, comme des triangles. Les cornes de la chèvre forment un arc en arrière sur lui-même, et finalement un cercle autour de son corps. La rondeur des cornes et les divers autres éléments géométriques du boisseau ont fait parler de forme cylindrique.
L'objet a été découvert lors de l'excavation d'une nécropole de Suse en 1906-1908, dirigée par Jacques de Morgan. Il est actuellement conservé au musée du Louvre, à Paris. Le musée note que « peu de boisseaux de la nécropole de Suse présentent ce style ou cette qualité artisanale. »